# Tony Liscio
Tony Liscio (Pittsburgh, Pensilvânia, 2 de julho de 1940 – Lake Highlands, Dallas, Texas, 18 de junho de 2017) foi um jogador profissional de futebol americano estadunidense.

## Carreira
Tony Liscio foi campeão da temporada de 1971 da National Football League jogando pelo Dallas Cowboys.
Liscio morreu aos 76 anos, em 18 de junho de 2017, de complicações da esclerose lateral amiotrófica. 